# The Moon Lay Hidden Beneath a Cloud
The Moon Lay Hidden Beneath a Cloud (pol. Księżyc schował się za Chmurą) – austriacki duet muzyczny, w którego skład wchodzili Albin Julius i Alzbeth. Ich muzyka odzwierciedlała ich fascynację niezliczonymi przejawami europejskiego średniowiecza (m.in. rytualnymi, klerykalnymi chorałami i życiem codziennym chłopstwa).

## Dyskografia
| Rok  | Tytuł                                        | Uwagi                     |
| ---- | -------------------------------------------- | ------------------------- |
| 1993 | The Moon Lay Hidden Beneath a Cloud          |                           |
| 1994 | Amara tanta tyri                             |                           |
| 1995 | A New Soldier Follows the Path of a New King |                           |
| 1996 | Yndalongg                                    |                           |
| 1995 | Kostnice                                     |                           |
| 1996 | Were You of Silver, Were You of Gold?        |                           |
| 1996 | Madhr                                        |                           |
| 1996 | A Night in Fear                              | wykonane z Deutsch Nepal. |
| 1997 | Bez tytułu                                   |                           |
| 1997 | The Smell of Blood but Victory               |                           |
| 1999 | Rest on Your Arms Reversed                   |                           |